# Asplenium excelsum
Asplenium excelsum är en svartbräkenväxtart som beskrevs av David Bruce Lellinger. Asplenium excelsum ingår i släktet Asplenium och familjen Aspleniaceae. Inga underarter finns listade.